# Silo - Origines
Silo - Origines (titre original : Shift) est un roman de science-fiction post-apocalyptique écrit par Hugh Howey et paru en 2013. Le roman est composé de trois parties parues séparément en 2012 et 2013. Il est la préquelle  du roman Silo.

## Résumé
Aux États-Unis en 2049, le sénateur Thurman a convoqué le député Donald Keen pour la réalisation d'un abri anti-atomique, haut comme un gratte-ciel, mais enterré.
En 2110, dans le Silo 1, Troy est sorti d'hibernation pour prendre une nouvelle faction. En tant que directeur de tous les Silos, il est confronté rapidement à une catastrophe : le silo 12 est en voie d'être perdu.

## Éditions
- Shift, Kindle Direct Publishing, 28 janvier 2013, 603 p.  (ISBN 978-1-4819-8355-6)
- Silo - Origines, Actes Sud, coll. « Exofictions », 7 mai 2014, trad. Laure Manceau, 564 p.  (ISBN 978-2-330-03201-2)
- Silo - Origines, Actes Sud, coll. « Babel » no 1352, 4 novembre 2015, trad. Laure Manceau, 624 p.  (ISBN 978-2-330-05691-9)
- Silo - Origines, Le Livre de poche, coll. « Science-fiction » no 34326, 16 novembre 2016, trad. Laure Manceau, 704 p.  (ISBN 978-2-253-13306-3)
- Silo - Origines, dans le recueil Silo - L'Intégrale, Actes Sud, coll. « Exofictions », 4 octobre 2017, trad. Yoann Gentric et Laure Manceau, 1 536 p.  (ISBN 978-2-330-07328-2)